# Abraham Ibn Daud
Abraham Ibn Daud, judovski filozof in zgodovinar, * okoli 1110, Córdoba, † okoli 1180, Toledo.
V knjigi Vzvišena vera (Emuna rama) iz leta 1161 je prvi povezal judovsko in grško filozofijo. Trdil je da Bog namenoma omejuje svojo vsemogočnost in vsevednost, da bi omogočil ljudem svobodno izbiro. Njegova Knjiga o tradiciji (Sefer ha-Kabala) iz leta 1161 je zelo pomembna za zgodovino španskih Judov. Pomembno je vplival tudi na Mojzesa Majmonida.